# Tapinocephalidae

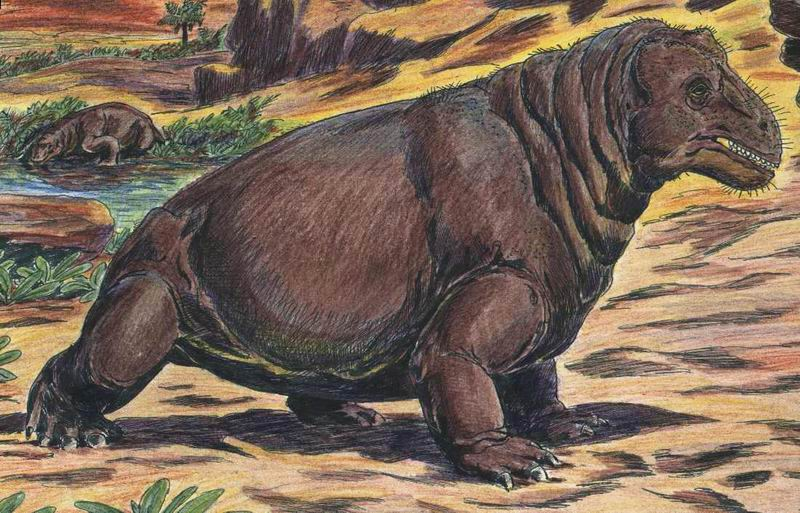
Mormosaurus

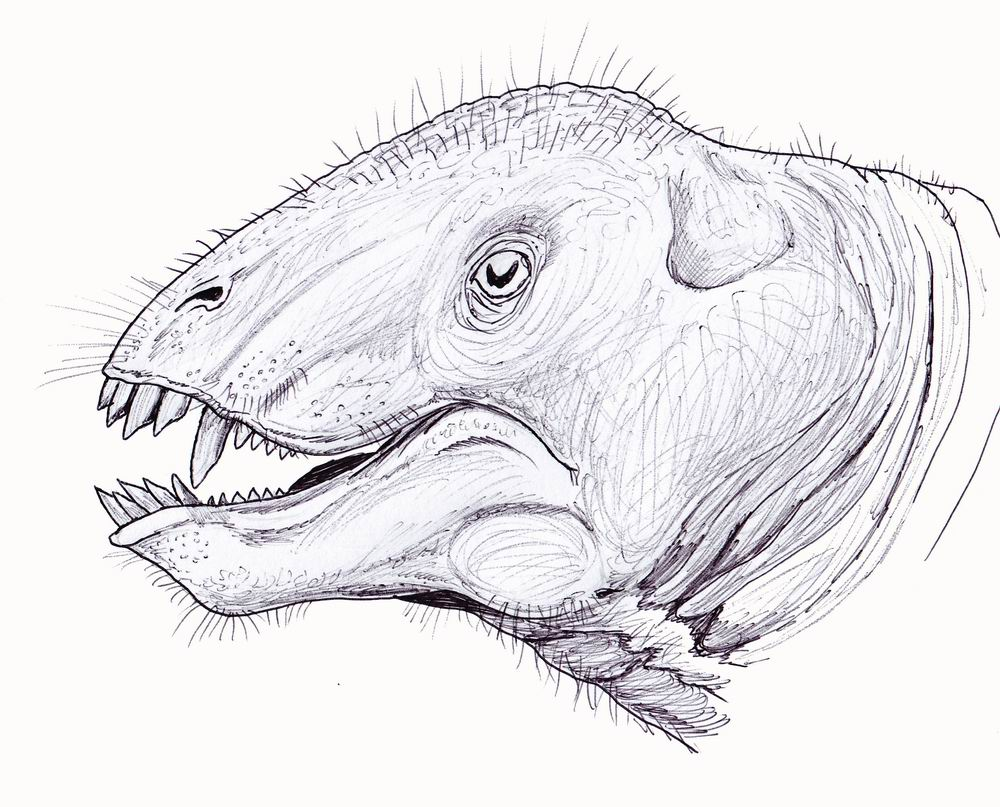
Profil Tapinocaninus pamelae

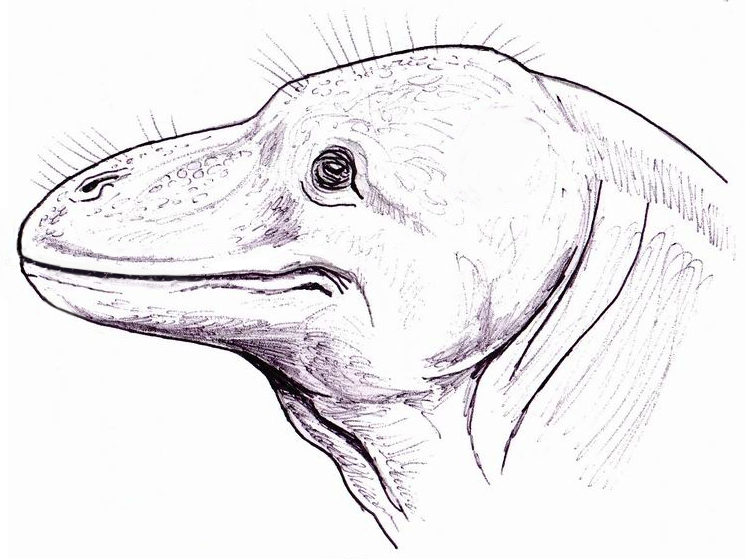
Profil Taurocephalus

Tapinocephalidae – zaawansowana ewolucyjnie rodzina synapsydów z grupy Tapinocephalia.
Zwierzęta te żywiły się roślinami. Jak na czasy, w których żyły osiągały wielkie rozmiary – masę ciała przedstawicieli Tapinocephalidae szacuje się na od 500 do 1000 kg, a nieraz nawet od 1 do 2 ton. Pozostałości niektórych gatunków odkryto w Południowej Afryce i Rosji. Miały grubą, kopulasto sklepioną czaszkę. Być może używały jej w walkach międzyosobniczych o terytorium czy o partnera do rozrodu. Podobna spotykana jest u wiele późniejszych pachycefalozaurów (konwergencja). Prawdopodobnie zamieszkiwały bagna oraz obszary nizinne zarówno o dużej (mokradła), jak i małej wilgotości (także pustynie). Ostatni przedstawiciele tej grupy dotrwali do późnego permu. Powodem mogła być gorsza wegetacja i osuszenie klimatu, co w przyszłości doprowadziło do wielkiego wymierania na przełomie permu i triasu.

## Systematyka
- Podrząd Dinocephalia
  - Infrarząd Tapinocephalia(inne języki)
    - Rodzina TAPINOCEPHALIDAE
      - Avenantia
      - Delphinognathus(inne języki)
      - Keratocephalus(inne języki)
      - Mormosaurus
      - Moschops
      - Moschosaurus
      - Phocosaurus(inne języki)
      - Riebeeckosaurus(inne języki)
      - Struthiocephalus(inne języki)
      - Tapinocaninus pamelae(inne języki)
      - Tapinocephalus
      - Ulemosaurus

## Filogeneza
Kladogram synapsydów z zaznaczeniem pozycji Tapinocephalidae
```
SYNAPSIDA

|

Therapsida

|--
Biarmosuchia

`--+--
Dinocephalia

   |  |--
Anteosauria

(inne języki)

   |  `--
Tapinocephalia

(inne języki)

   |     |--
Titanosuchidae

(inne języki)

   |     `--
Tapinocephalidae

   |        |--
Ulemosaurus

   |        |--
Tapinocaninus

(inne języki)

   |        `--+--
Struthiocephalus

(inne języki)

   |           |--
Tapinocephalus

   |           |--
Keratocephalus

(inne języki)

   |           |--
Moschops

   |           `--
Riebeeckosaurus

(inne języki)

   `--+--
Anomodontia

      |  |--
Venyukovioidea

(inne języki)

      |  `--
Dicynodontia

      `--
Theriodontia

         |--
Gorgonopsia

         `--+--
Therocephalia

            `--
CYNODONTIA
```